# Párizsi mocsarak
A Párizsi mocsarak (szlovákul Parížske močiare) egy mesterségesen létrehozott jelentős természeti értékekkel bíró nádas mocsár Kisújfalu, Köbölkút és Kürt mellett a Garam-menti dombháton. 184 hektáros területével Szlovákia legnagyobb ilyen jellegű védett nemzeti természeti rezervátuma. Európa- és világviszonylatban is jelentős mocsári élőhely. Több mint 171 madárfaj fészkel, vagy vonul át ezen a területen az év különböző szakaszaiban. Előfordul itt az európai vidra és a mocsári teknős is.
Élővilágát folyamatosan vizsgálják, vonuláskor madárszámlálást és -gyűrűzést is végeznek. Eddig több mind 170 madárfajt figyeltek meg, ebből 77 visszatérő madárfaj fészkelőhelye is. A legnagyobb ragadozó a barna rétihéja. 44 puhatestű-, 500 rovar-, 160 pók-, 31 emlős-, 18 hal- és 10 kétéltű faj ismert innét. Növényvilágát főként a közönséges nád alakítja, s ez egyben Szlovákia legkiterjedtebb nádas élőhelye.